# Riccardo Paletti
Pas d'image ? Cliquez ici
Riccardo Paletti, né le 15 juin 1958 à Milan (Italie), et mort le 13 juin 1982 à Montréal (Canada) dans un accident survenu au départ du GP du Canada, est un pilote automobile italien.

## Biographie
Riccardo Paletti rejoint le championnat du monde de Formule 1 en 1982, au sein de la modeste équipe italienne Osella. Non qualifié lors des trois premières manches de la saison, il profite du conflit FISA-FOCA et du boycott du Grand Prix de Saint-Marin par les écuries FOCA (seulement 14 engagés) pour participer à son tout premier Grand Prix, à Imola. Après s'être élancé des stands en raison d'un problème technique, il est contraint à l'abandon au bout de quelques tours à la suite d'une défaillance de sa suspension. Au Grand Prix de Belgique (marqué par le retour des écuries FOCA et l'accident mortel de Gilles Villeneuve), puis à Monaco, à nouveau, il ne réussit pas à se qualifier. Au Grand Prix des États-Unis Est disputé sur le circuit urbain de Detroit, il parvient enfin à rentrer dans les 26 meilleurs en qualification et à gagner sa place sur la grille, mais un accident le dimanche matin lors du warm-up l'oblige à déclarer forfait pour la course.
Au Grand Prix du Canada couru sur le Circuit Gilles-Villeneuve à Montréal, Paletti décroche sa qualification, pour la deuxième fois consécutive, et, contrairement à ce qui lui était arrivé à Detroit, est bel et bien présent au départ. À l'extinction des feux, Didier Pironi, en pole position, cale sur la grille de départ et crée la panique dans le peloton. La plupart des concurrents parviennent à éviter la Ferrari immobile du pilote français, mais pas Riccardo Paletti, qui, parti du fond de grille et déjà lancé à pleine vitesse n'aperçoit l'obstacle qu'au dernier moment et l'emboutit par l'arrière. Les efforts des services médicaux (contrariés par un violent début d'incendie sur l'Osella accidentée) resteront vains, Paletti ayant vraisemblablement été tué sur le coup.

## Résultats en championnat du monde de Formule 1
| Saison | Écurie               | Châssis | Moteur  | Pneus   | Grands Prix disputés | Points inscrits | Classement |
| ------ | -------------------- | ------- | ------- | ------- | -------------------- | --------------- | ---------- |
| 1982   | Osella Squadra Corse | FA1C    | Ford V8 | Pirelli | 2                    | 0               | Non classé |